# Nowik (ssaki)
Nowik (Neotoma) – rodzaj ssaków z podrodziny nowików (Neotominae) w obrębie rodziny chomikowatych (Cricetidae).

## Rozmieszczenie geograficzne
Rodzaj obejmuje gatunki występujące w Ameryce Północnej.

## Morfologia
Długość ciała (bez ogona) 147–247 mm, długość ogona 76–241 mm, długość ucha 19–38 mm, długość tylnej stopy 21–52 mm; masa ciała 100–600 g.

## Systematyka
Rodzaj zdefiniowali w 1825 roku amerykańscy przyrodnicy Thomas Say i George Ord w artykule poświęconym opisowi nowego rodzaju ssaków i diagnozie gatunków, na których oparto opis, opublikowanym w czasopiśmie Journal of the Academy of Natural Sciences of Philadelphia. Gatunkiem typowym jest (oznaczenie monotypowe) nowik florydzki (N. floridanus).

### Etymologia
- Neotoma (Nectoma): gr. νεος neos ‘nowy, inny’; τομος tomos ‘tnący’, od τεμνω temnō ‘ciąć’; w aluzji do zębów, które wskazywały na nowy typ gryzonia, różniący się od Mus, do którego pierwotnie zaliczano gatunek typowy[13].
- Teonoma: anagram nazwy Neotoma[14]. Gatunek typowy (oznaczenie monotypowe): Myoxus drummondi Richardson, 1828 (= Mus cinereus Ord, 1815).
- Teanopus: rodzaj Teonoma J.E. Gray, 1843; πους pous, ποδος podos ‘stopa’[15]. Gatunek typowy (oryginalne oznaczenie): Teanopus phenax Merriam, 1903.
- Homodontomys: gr. ὁμως homōs ‘zarówno, razem, to samo’; οδους odous, οδοντος odontos ‘ząb’; μυς mus, μυoς muos ‘mysz’[5]. Gatunek typowy (oryginalne oznaczenie): Neotoma fuscipes Baird, 1857.
- Parahodomys: gr. παρα para ‘blisko’; rodzaj Hodomys Merriam, 1894, nowikowiec[6]. Gatunek typowy (oznaczenie monotypowe): †Parahodomys spelaeus Gidley & Gazin, 1933.
- Paraneotoma: gr. παρα para ‘blisko’; rodzaj Neotoma Say & Ord, 1815[7]. Gatunek typowy (oryginalne oznaczenie): †Parahodomys quadriplicatus Hibbard, 1941.

### Podział systematyczny
Do rodzaju należą następujące występujące współcześnie gatunki:
| Grafika | Gatunek               | Autor i rok opisu    | Nazwa zwyczajowa      | Podgatunki                      | Rozmieszczenie geograficzne | Podstawowe wymiary                                 | Status IUCN |
| ------- | --------------------- | -------------------- | --------------------- | ------------------------------- | --- | -------------------------------------------------- | ----------- |
|         | Neotoma cinerea       | (Ord, 1815)          | nowik puszystoogonowy | 13 podgatunków                  | zachodnia Kanada (na południe od Terytoriów Północno-Zachodnich) i zachodnie Stany Zjednoczone (na południe do Arizony i Nowego Meksyku, na wschód do Dakoty Południowej)                              | DC: 17,3–25 cm DO: 12–22 cm MC: 234–600 g          | LC          |
|         | Neotoma phenax        | (C.H. Merriam, 1903) | nowik sonorski        | gatunek monotypowy              | endemit Meksyku (przybrzeżna południowo-zachodnia Sonora i północno-zachodnia Sinaloa) | DC: 18,1–21 cm DO: 14,9–22 cm MC: 18–279 g         | LC          |
|         | Neotoma goldmani      | C.H. Merriam, 1903   | nowik wyżynny         | gatunek monotypowy              | endemit Meksyku (północna Wyżyna Meksykańska, od południowo-wschodniej Chihuahuy na południe do północnego Querétaro)                                                                                  | DC: 14,9–15,2 cm DO: 11,3–13,6 cm MC: brak danych  | LC          |
|         | Neotoma magister      | S.F. Baird, 1857     | nowik górski          | gatunek monotypowy              | endemit Stanów Zjednoczonych (obszar Appalachów od skrajnie południowego Nowego Jorku na południowy zachód do skrajnie północno-wschodniej Alabamy)                                                    | DC: 16,4–24 cm DO: 14,7–21 cm MC: 282–403 g        | NT          |
|         | Neotoma floridana     | (Ord, 1818)          | nowik florydzki       | 9 podgatunków                   | endemit Stanów Zjednoczonych (Dakota Południowa i wschodnie Kolorado na wschód do Karoliny Północnej, na południe do Teksasu, wybrzeża Zatoki Meksykańskiej i środkowej Florydy)                       | DC: 18,1–24 cm DO: 12,9–20 cm MC: 220–384 g        | LC          |
|         | Neotoma albigula      | Hartley, 1894        | nowik białogardły     | 7 podgatunków                   | południowo-zachodnie Stany Zjednoczone (na południe od południowego Utah i południowo-zachodniego Kolorado) do północno-zachodniego Meksyku (Sonora, środkowa Chihuahua i wyspa Tiburón)               | DC: 20,6–21 cm DO: 7,6–18,5 cm MC: 145–350 g       | LC          |
|         | Neotoma melanura      | C.H. Merriam, 1894   |                       | gatunek monotypowy              | endemit Meksyku (południowa Sonora i północna Sinaloa) | DC: 18,4–21 cm DO: 14,9–18,5 cm MC: 154–246 g      | NE          |
|         | Neotoma leucodon      | C.H. Merriam, 1894   | nowik białozęby       | 7 podgatunków                   | środkowo-południowe Stany Zjednoczone (na południe od południowo-wschodniego Kolorado), na południe do środkowego Meksyku (Guanajuato i Queretaro)                                                     | DC: 20,7–21 cm DO: 7,6–18,5 cm MC: 145–200 g       | LC          |
|         | Neotoma micropus      | S.F. Baird, 1855     | nowik kaktusowy       | 5 podgatunków                   | Stany Zjednoczone (Wielkie Równiny na południe od południowo-wschodniego Kolorado i południowego Kansas) do Meksyku (na południe do San Luis Potosí)                                                   | DC: 18–24 cm DO: 13–17,5 cm MC: 200–317 g          | LC          |
|         | Neotoma nelsoni       | A.E. Goldman, 1905   | nowik stokowy         | gatunek monotypowy              | endemit Meksyku (wschodnie zbocze wulkanu Cofre de Perote i okoliczne obszary (Veracruz i Puebla)) | DC: około 19 cm DO: około 15,4 cm MC: około 198 g  | CR          |
|         | Neotoma palatina      | A.E. Goldman, 1905   | nowik leśny           | gatunek monotypowy              | endemit Meksyku (północno-wschodnie Jalisco i południowo-wschodni Zacatecas) | DC: 18,2–22 cm DO: 14,4–18 cm MC: około 198 g      | VU          |
|         | Neotoma angustapalata | R.H. Baker, 1951     | nowik cienkonosy      | gatunek monotypowy              | endemit Meksyku (Sierra Madre Wschodnia (południowo-zachodnie Tamaulipas i przyległe San Luis Potosí))                                                                                                 | DC: 18,5–22 cm DO: 19,5–20 cm MC: 180–240 g        | NT          |
|         | Neotoma mexicana      | S.F. Baird, 1855     | nowik meksykański     | 19 podgatunków                  | Stany Zjednoczone (na południe od Utah i środkowego Kolorado), na południe przez zachodni i środkowy Meksyk do wyżyn Gwatemali, Salwador i zachodniego Hondurasu                                       | DC: 15,2–20 cm DO: 13,3–22 cm MC: 151–253 g        | LC          |
|         | Neotoma picta         | A.E. Goldman, 1904   |                       | gatunek monotypowy              | endemit Meksyku (środkowo-wschodnie Guerrero i zachodnio-środkowa Oaxaca) | DC: około 17,3 cm DO: 16,6–18,2 cm MC: brak danych | NE          |
|         | Neotoma ferruginea    | Tomes, 1862          |                       | 4 podgatunki                    | Meksyk (południowo-wschodnia Oaxaca i Chiapas) na południowy wschód do Gwatemali i Salwadoru; prawdopodobnie zachodni Honduras                                                                         | DC: 18,9–19,2 cm DO: 16,6–19,8 cm MC: 150–300 g    | NE          |
|         | Neotoma chrysomelas   | J.A. Allen, 1907     | nowik nikaraguański   | gatunek monotypowy              | Honduras i północno-zachodnia Nikaragua | DC: 18,4–22 cm DO: 15–18,1 cm MC: 152–187 g        | LC          |
|         | Neotoma stephensi     | A.E. Goldman, 1905   | nowik skalny          | 2 podgatunki                    | endemit Stanów Zjednoczonych (południowy Utah, północna i środkowa Arizona oraz zachodni Nowy Meksyk)                                                                                                  | DC: 15,1–16,3 cm DO: 13,5–14,9 cm MC: brak danych  | LC          |
|         | Neotoma fuscipes      | S.F. Baird, 1857     | nowik ciemnostopy     | 6 podgatunków                   | endemit Stanów Zjednoczonych (od rzeki Kolumbia (zachodni Oregon) na południe do Gór Nadbrzeżnych i północnej Sierra Nevada (zachodnio-środkowa i wschodnio-środkowa Kalifornia))                      | DC: 17,7–23 cm DO: 15,8–24 cm MC: 200–312 g        | LC          |
|         | Neotoma macrotis      | O. Thomas, 1893      | nowik wielkouchy      | 5 podgatunków                   | południowo-zachodnie Stany Zjednoczone (od środkowej Kalifornii) do północno-zachodniego Meksyku (północno-zachodnia Kalifornia Dolna)                                                                 | DC: 17,7–25 cm DO: 15,8–21 cm MC: 184–358 g        | LC          |
|         | Neotoma bryanti       | C.H. Merriam, 1887   | nowik pacyficzny      | 6 podgatunków (w tym 3 wymarłe) | południowo-zachodnie Stany Zjednoczone (od środkowo-zachodniej Kalifornii) do północno-zachodniego Meksyku (Półwysep Kalifornijski i otaczające wyspy)                                                 | DC: 16,3–21 cm DO: 12,3–18,7 cm MC: 150–300 g      | LC          |
|         | Neotoma insularis     | C.H. Townsend, 1912  |                       | gatunek monotypowy              | endemit Meksyku (wyspa Isla Ángel de la Guarda (Kalifornia Dolna)) | DC: 17,4–17,8 cm DO: 11,3–16,2 cm MC: brak danych  | DD          |
|         | Neotoma lepida        | O. Thomas, 1893      | nowik pustynny        | 3 podgatunki                    | zachodnie Stany Zjednoczone (od południowo-wschodniego Oregonu, południowo-zachodniego Idaho i północno-zachodniego Kolorado) na południe do północno-zachodniego Meksyku (wschodnia Kalifornia Dolna) | DC: 15,2–17,9 cm DO: 10,1–17,3 cm MC: 100–190 g    | LC          |
|         | Neotoma devia         | E.A. Goldman, 1927   | nowik arizoński       | gatunek monotypowy              | zachodnia Arizona (południowo-zachodnie Stany Zjednoczone) i skrajnie północno-zachodnia Sonora (północno-zachodni Meksyk)                                                                             | DC: 14,7–17,6 cm DO: 10,8–14,9 cm MC: 100–199 g    | LC          |

Kategorie IUCN:  LC  – gatunek najmniejszej troski,  NT  – gatunek bliski zagrożenia,  VU  – gatunek narażony,  CR  – gatunek krytycznie zagrożony,  DD  – gatunki o nieokreślonym stopniu zagrożenia;  NE  – gatunki niepoddane jeszcze ocenie.
Opisano również gatunki wymarłe z terenu dzisiejszych Stanów Zjednoczonych:
- Neotoma amplidonta Zakrzewski, 1985[18] (plejstocen)
- Neotoma findleyi A.H. Harris, 1984[19] (plejstocen)
- Neotoma fossilis Gidley, 1922[20] (pliocen)
- Neotoma leucopetrica Zakrzewski, 1991[21] (pliocen)
- Neotoma minuta Dalquest, 1983[22] (miocen)
- Neotoma ozarkensis B. Brown, 1908[23] (plejstocen)
- Neotoma pygmaea A.K. Harris, 1984[24] (plejstocen)
- Neotoma quadriplicatus (Hibbard, 1941)[25] (pliocen)
- Neotoma sawrockensis Hibbard, 1967[26] (pliocen)
- Neotoma spelaea (Gidley & Gazin, 1933)[6] (plejstocen)
- Neotoma taylori Hibbard, 1967[27] (plejstocen)
- Neotoma vaughani Czaplewski, 1990[28] (pliocen)